# Lago Inari
O lago Inari é o terceiro maior lago na Finlândia. Está localizado na parte norte da Lapónia, a norte do Círculo Polar Ártico. O lago é 117-119 metros acima do nível do mar. O período de congelamento normalmente estende de Novembro a início de Junho.
A mais conhecida das ilhas são Hautuumaasaari, que serviu como cemitério dos lapões e Ukonkivi, um lugar histórico, onde ocorriam os sacrifícios dos antigos habitantes da região. Existem mais de 3.000 ilhas no total. Truta, salmão, peixe branco, lúcio e percas são alguns tipos de peixes encontrados em águas desse lago.
O lago abrange 1.040 km². Esvazia para norte através das Paatsjoki na foz do Varangerfjord, que é uma baía do Mar de Barents. Na trilogia Fronteiras do Universo escrito por Phillip Pullman, existe um lago chamado Enara, que é uma versão alternativa de Inari. A região do clã de Serafina Pekkala a rainha das bruxas.